# Случаят „Алцхаймер“
„Случаят „Алцхаймер“ (на нидерландски: De zaak Alzheimer) е белгийски филм от 2003 година, криминален трилър на режисьора Ерик Ван Лой по негов сценарий в съавторство с Карл Йос, базиран на едноименния роман на Жеф Герартс.
В центъра на сюжета е възрастен професионален убиец, който отказва да убие малолетна проститутка и трябва да се справи с възложителите на убийството, като в същото време постепенно губи паметта си заради развиваща се болест на Алцхаймер. Главните роли се изпълняват от Ян Деклайр, Кун Де Бау, Вернер Де Смед, Йо Де Майере.